# هيسبانيا القرطاجية
هسبانيا القرطاجية أو كارثاجينينسيس هي إحدى مقاطعات الإمبراطورية الرومانية وعاصمتها قرطاجنة الجديدة (قرطاجنة الحديثة). وكانت تغطي ساحل البحر الأبيض المتوسط المركزي في إسبانيا حول المدينة والمناطق الداخلية منها حتى وسط شبه الجزيرة الأيبيرية.

## التاريخ
تأسست هيسبانيا القرطاجية من هيسبانيا تاراكونيس على يد الإمبراطور ديوكلتيانوس في عام 298 للميلاد.